# ارنست هاوارد گریفیتس
 ارنست هاوارد گریفیتس (انگلیسی: Ernest Howard Griffiths؛ زاده ۱۵ ژوئن ۱۸۵۱ درگذشته ۳ مارس ۱۹۳۲) یک فیزیک‌دان اهل بریتانیا بود.